# پل آلدرید
پل آلدرید (انگلیسی: Paul Aldread؛ 6 November 1946 – ۲۰۱۴ (۶۷−۶۸ سال)) بازیکن فوتبال بود.
از باشگاه‌هایی که در آن بازی کرده‌است می‌توان به باشگاه فوتبال منزفیلد تاون اشاره کرد.